# Желтухин, Пётр Фёдорович
Пётр Фёдорович Желту́хин (4 (15) сентября 1778 — 11 (23) октября 1829) — российский военно-государственный деятель, генерал-лейтенант русской императорской армии. Герой Отечественной войны 1812. Киевский военный губернатор. Полномочный председатель диванов княжеств Молдавии и Валахии.

## Биография
Происходил из старинного дворянского рода. Сын сенатора Ф. Ф. Желтухина (1749—1812) от его брака с Анной Николаевной Мельгуновой. Родился 4 сентября 1778 года в Казани, крещён в казанском соборе Успения Пресвятой Богородицы.

Воспитывался дома вместе с братом Сергеем. По обычаю своего времени с детства, одновременно с братом, записан в лейб-гвардии Измайловский полк. В 1797 году произведён в прапорщики. Сражался с французами в войнах третьей (Аустерлиц) и четвёртой (Фридланд) коалиции. В октябре 1806 получил чин полковника. В сражении под Фридландом ранен пулей в грудь.  20 мая (1 июня) 1808 удостоен ордена Святого Георгия 4-го класса: 
В воздаяние отличнаго мужества и храбрости, оказанных в сражениях минувшей кампании против французских войск.
Участник Русско-шведской войны. В сентябре 1808 во главе 2-го батальона полка выступил в поход в Финляндию и в марте 1809 совершил переход по льду Ботнического залива на Аландские о-ва. По окончании войны, с 2 (14) июля 1809 переведён в лейб-Гренадерский полк старшим полковником.
5 (17) февраля 1812 назначен командиром 1-й бригады 1-й гренадерской дивизии 3-го пехотного корпуса 1-й Западной армии. В Отечественной войне 1812 сражался при Витебске, Смоленске, Валутиной горе, за Бородинcкое сражение Желтухин 21 ноября (3 декабря) 1812 был пожалован в генерал-майоры, сражался при Тарутино, Малоярославце, за баталию под Красным был 3 (15) июня 1813 удостоен ордена Святого Георгия 3-го класса:
Во время сражения под Красным 5 и 6 ноября, командуя линиями, подвергали себя большим опасностям, а быстрыми неприятеля атаками, переменяя несколько раз позиции, в совершенном устройстве, показали храбрость, мужество и искусство.
За отличие в кампанию 1812 года возглавляемый им лейб-Гренадерский полк 13 апреля 1813 получил георгиевские знамена, с надписью — «За отличие при поражении и изгнании неприятеля из пределов России, 1812 года», права и преимущество новой (молодой) гвардии, с переименованием в лейб-гвардии Гренадерский полк. В кампанию 1813 года Желтухин сражался при Люцене, Бауцене,  15 (27) мая 1813 назначен командиром 2-й бригады 2-й гвардейской пехотной дивизии. Во время Плейсвицкого перемирия с бригадой стоял в окрестностях Райхенбаха, в Силезии. По окончании перемирия сражался под Дрезденом, Диппольдисвальдом, Кульмом и в Битве народов. После покорения Лейпцига следовал с бригадой в пределы Франции, с 29 октября по 29 ноября 1813 находился во Франкфурте-на-Майне и 1 января 1814 вступил во Францию, перейдя р. Рейн. В кампанию 1814 года сражался при Арси-сюр-Обе, Фер-Шампенуазе и брал с Русской императорской армией столицу Франции. За сражение при дер. Пантен в предместье Парижа, в котором овладел мостом в Уркском канале, пожалован алмазными знаками ордена Святой Анны 1 степени. Там же — в Париже, за кампании 1813 и 1814 годов, пожалован прусским орденом Красного орла.
После окончания Отечественной войны Желтухин с 6 (18) июля 1817 назначен командиром лейб-гвардии Гренадерского полка, c оставлением прежней должности. 18 (30) апреля 1819 назначен командиром 1-й бригады 2-й гвардейской пехотной дивизии, затем, с 1 (13) декабря 1821 — начальником штаба Гвардейского корпуса.
Командуя лейб-гвардии Гренадерским полком, Желтухин усовершенствовал как фронтовое образование, так и внутренне полковое управление хозяйственных его частей. Неоднократно поручалось ему формирование образцовых команд для войск, не состоявших под его начальством, и неоднократно посылаем он был осматривать и обучать другие полки. В 1820 на него было возложено формирование и комплектование Семёновского лейб-гвардии полка. Желтухин составил проект об улучшении солдатской пищи, посредством присоединения к отпускаемым, по высочайшему повелению, порционным для солдат деньгам, называемым впоследствии переносочными через два года в третий мундирными деньгами. В своем проекте он также изложил средства и необходимость увеличить в ротах артельные деньги, доставляющиеся солдату по отставке его, дающие возможность на первое время прокормить себя и обзавестись всем для себя нужным. Проект Желтухина получил высочайшее утверждение и многие годы служил руководством в Гвардейском корпусе.
С 29 марта (10 апреля) 1823 был снят с должности начальника штаба Гвардейского корпуса и определён в свиту Е.И.В., с дозволением ехать в заграничный отпуск, до излечения болезни. С 24 декабря 1824 (5 января 1825) уволен, по прошению, от службы, с мундиром и пенсионом полного жалования.
Будучи в отставке, по повелению Николая I, в 1826 провёл ревизию Казанского университета, где в это время попечителем был М.Л. Магницкий. Результатом ревизии стала отставка Магницкого и спасение научной школы университета.
12 (24) января 1827 вновь принят на военную службу, с определением в свиту Е. И. В. 28 января (9 февраля) 1827 произведён в генерал-лейтенанты, с назначением киевским военным губернатором. Высочайшим указом от 6 (18) февраля 1827 назначен управляющим и гражданской частью Киевской губернии. За небольшой срок управления вверенной губернией осуществил ревизию присутственных мест и внедрил ряд административных, налоговых и судебных преобразований, направленных на совершенствование делопроизводства, усиление роли Короны в местном управлении и уменьшение казённых повинностей Киевской губернии в новое 3-летие, начиная с 1830 года. На основании опыта Киевской губернии в 1828 составил «Проект положения об улучшении губернского правления», представленный Николаю I и рассмотренный Комитетом 6 декабря 1826 года. За проект объявлено ему монаршее благоволение. С 1827 по 1829 — член С.-Петербургского Английского собрания. 
21 января (2 февраля) 1829 назначен полномочным председателем диванов княжеств Молдавии и Валахии перед принятием в них Органического регламента. Основной задачей в той должности, возложенной на него Николаем I, в высочайшем указе называлась согласие пользы «войск Наших с выгодами жителей княжеств Молдавии и Валахии, состоящих под Нашим покровительством». Тем же указом высочайше повелено, на время его отсутствия, вверить управление Киевской губернии гражданскому губернатору В. С. Катериничу. Убывая к новому месту службы, Желтухин получил высочайшее соизволение на своё предложение по подчинению киевской полиции, по части военной, в ведение второго военного коменданта Киева, до окончания Русско-турецкой войны и своего возвращения в Киев. 
В новой должности 1 (13) октября 1829 года П. Ф. Желтухин заболел лихорадкой, которая затем перешла в горячку, и в ночь на 11 (23) октября 1829 скончался. Через два дня были устроены со всеми подобающими военными и духовными почестями похороны в Бухаресте. В период недолгой своей службы в Бессарабии, П. Ф. Желтухин «личной, примерной неустрашимостью и благоразумными распоряжениями отвратил грозившую всей Молдавии и Валахии гибель по случаю усилившейся чумы. Двое из комнатных служителей его умерли чумою в июле месяце, но бог сохранил его». Он также предпринял все необходимые меры к устройству в тех княжествах мостов и переправ, своевременной доставке продовольствия и снарядов, для достижения русской армией победы в кампанию 1829 года Русско-турецкой войны: «сумел не взирая на все трудности, представлявшиеся от совершенного разорения, преимуществвенно большей части Валахии, на чуму и необходимость в самое короткое время доставить все потребности для армии, изготовлявшеся снова к открытию военных действий, успел, к удивлению всех, извлечь достаточно из совершенно истощенного края, сохранив при всем том поселян благоразумными, беспристрастными и строгими мерами своими». Именным высочашим рескриптом от 26 июня (8 июля) 1829, данным П. Ф. Желтухину, Николай I поручил ему исполнить его монаршую волю о передаче ключей от покоренной крепости Силистрии, и трёх трофейных знамен турецкой армии, на хранение в киевский Соборный храм Святой Софии, в память той победы. После заключения Адрианопольского мирного договора рассматривал вопрос о временном поселении в тех княжествах последовавших за русской армией греков и болгар.
Поскольку весть об его кончине ещё не достигла С.-Петербурга, то одновременно с церемонией погребения в Бухаресте и по факту посмертно Желтухин был удостоен совершенного Монаршего благоволения за труды по должности председателя диванов княжеств Молдавии и Валахии. 25 октября (6 ноября) 1829 исключен из списков умершим. В 1830 стараниями брата — Сергея, перезахоронен на кладбище Кизического монастыря близ Казани.

## Чины и звания
- Сержант (16.11.1784)
- Портупей-прапорщик (21.12.1796)
- Прапорщик (16.04.1797)
- Подпоручик (08.09.1798)
- Поручик (7.10.1799)
- Штабс-капитан (19.03.1801)
- Капитан (11.12.1803)
- Полковник (05.10.1806)
- Генерал-майор (21.11.1812), со старшинством с 26.08.1812, за Бородино
- Генерал-лейтенант (28.01.1827)

## Награды
*Российские
- - Орден Святой Анны 3 степени[19] (07.03.1805) за смотр командуемой роты
  - Золотая шпага «За храбрость» (05.04.1806) за сражение под Аустерлицем
  - Орден Святого Георгия IV класса (20.05.1808) за сражение под Фридландом
  - Особенной высочайшее благоволение (08.05.1812) за смотр и «сбережение людей»
  - Орден Святого Георгия III класса (03.06.1813) за сражение под Красным
  - Орден Святой Анны 1 степени (29.10.1813) за сражение под Бауценом
  - Серебряная медаль «В память Отечественной войны 1812 года» (1813)
  - Золотая шпага «За храбрость» с алмазами (22.01.1815) за сражение под Лейпцигом
  - Алмазные знаки ордена Святой Анны 1 степени (1815) за взятие Парижа
  - Орден Святого Владимира 2 степени (31.12.1815)
  - Орден Святого Владимира 2 степени Большого креста (10.03.1821)
  - Высочайшее благоволение за смотр (06.09.1821)
  - Высочайшее благоволение за «Проект положения об улучшении губернского правления» (12.03.1828)
  - Совершенная благодарность Его Величества за «постоянное усердие к службе, благоразумные... распоряжения и неусыпные старания к успешному и примерному» исполнению Киевской губернией обязанности по снабжению войск 2-й армии провиантом (16.07.1828)
  - Высочайшее благоволение за труды по успешному исполнению Киевской губернией рекрутской повинности (21.08.1828)
  - Орден Святого Александра Невского (01.07.1829) за труды по должности председателя диванов княжеств Молдавии и Валахии и удовлетворение потребностей действующей армии в Русско-турецкой войне.
  - Именной высочайший рескрипт с изъявлением совершенного Его Величества благоволения за труды по значительному приращению казённых доходов в княжествах Молдавии и Валахии не «только без отягощения жителей, но и с возможным улучшением их положения» (15.10.1829)

*Иностранные
- - Орден «Pour le Mérite» (1807) за сражение под Фридландом
  - Орден Красного орла 2 степени (1814) за кампании 1813 и 1814 годов

## Семья
Был женат на княжне Екатерине Дмитриевне Тенишевой (05.05.1790—12(13).02.1817), рано умершей от чахотки. Их единственная дочь — Надежда (03.03.1816—14.01.1825), умерла во время лечения Желтухина в Италии. Умер вдовым и бездетным. Недвижимое его имение наследовали братья — Сергей и Владимир.
Библиографические сведения о том, что П. Ф. Желтухин был отцом директора Пажеского корпуса, члена военного совета, генерала от инфантерии В. П. Желтухина, основанные на традиции XIX в. и нач. XX в., действительности не соответствуют.